# 诺亚·韦伯斯特
诺亚·韦伯斯特（英語：Noah Webster，1758年10月16日—1843年5月28日），美国辞典编纂者、课本编写作者、拼写改革倡导者，政论家和编辑，被誉为“美国学术和教育之父”。他的蓝皮拼字书教导了数代美国人学习拼写，在美国，其名字等同于“字典”，尤其是首版于1828年的现代《韦氏词典》。

## 生平
韦伯斯特于1758年出生于定居在康乃狄克州西哈特福市的一个北方人家庭。他有两个兄弟查尔斯和亚伯拉罕，和两个姐妹梅西和耶路撒。他的父亲是一个农场主和纺织工，是康乃狄克州州长约翰・韦伯斯特的后人；母亲则是普列茅茨领地长官威廉・布雷德福的后代。16岁时他进入康乃狄克州唯一一所大学耶鲁大学学习。时逢美国独立战争，由於食品短缺，许多课程转到康乃狄克州的格拉斯顿伯里，独立战争期间，他加入了康乃狄克州地方军。1778年毕业之后，由於负担不起学习法律的费用，他到格拉斯顿伯里，哈特福市和西哈特福的中小学教书。1781年他获得了法律学位，但毕生都未从事法律相关的工作，而是在中小学教学，并试图建立一些小规模学校，可是都不是很成功。

## 政治观点
直到1781年，韦伯斯特都主张新民族的扩张，认为美国民族主义高于欧洲，因为美国价值观更优越。
“美国洞见了这些荒谬——她看到欧洲国家不同教派之间争论不休，商业，人口等各方面发展受到阻碍和制约，因为人们的意识就像身体一样过度膨胀，‘被政策和迷信双重束缚’：她嘲笑他们的愚蠢并规避他们的错误，将自己的帝国建立在普遍宽容上：她哺育各种宗教——她保护个人的神圣权力(这让欧洲人怎样的大惊失色啊！)；她使见解不同的人生活在至高的和谐中......她终将升到伟大和荣耀的顶峰，相比之下，古希腊罗马以及现代帝国都将黯然失色。”
他以拼写书和字典为美国民族主义知识界的奠基做贡献。在十八世纪八十年代，韦伯斯特是一个直言无讳的联邦制拥护者。在政治理论上，他降低了美德的重要性(共和主义的核心价值观)，强调广泛传播的物权(自由主义的关键元素)。
韦伯斯特婚姻美满，并成为哈特福市的精英，但并不富有。1793年亚历山大·汉密尔顿以1500美元的薪金聘请他到纽约编辑一份联邦制拥护者的报纸。12月他创立了纽约第一份日报《American Minerva》(后来的《商业广告报》)。他做了四年编辑，写了相当于20期的文章和社论。他还出版了半周刊《The Herald, A Gazette for the country》(后来的《纽约观察家》)。作为党羽，他很快就被拥护杰斐逊的共和党人公开抨击为“懦弱的，自以为是的爱国者”，“无可救药的疯子”，“虚伪的饶舌者……假装博学者和庸医”，即使是联邦制拥护者科伯特也把他描述为“拥护联邦制的卖国者”，“伟大的傻瓜和无耻的骗子”。这个文字大师非常苦恼，就算是“民主”，“人民”，“平等”这样的字眼都会在公众辩论中使他困扰，因为这些词都是形而上的抽象，要么没有意义，要么有意义但没有凡人能理解。
韦伯斯特崇尚法国的极端思想，不像大多数联邦制拥护者，他支持处决路易十六。他强调中立的对外政策，但当法国大使埃德蒙·吉尼特在美国建立了一个前雅各宾的“民主共和团”干预美国政治和攻击华盛顿时，韦伯斯特谴责他们，并让他拥护联邦制的编辑同僚们“既不赞成也不反对这些团体，他们是异国的植物：和平之光会毁灭他们”。
几十年来他都是新美国多产作家，出版课本，为联邦政党写政论，在报纸上发表了大量的文章(现代他的作品书目多达655页)。
1789年韦伯斯特搬回纽黑文。

## 拼写书和字典
作为教师，他不喜欢美国的初等学校。它们常常过於拥挤，70个各种年龄的孩子挤在只有一间房的校舍里。只有很少未经训练的教师，没有课桌，从英国来的课本也让不能让人满意。韦伯斯特认为美国人应该学习美国课本。於是他着手写一部三册的概略《英语语法》，由一册拼写(1783年出版)，一册语法(1784年出版)，一册阅读(1785年出版)组成。他的目标是以美国的方式训练儿童。他认为自己最大的贡献是在英语语法和发音“炫学的叫嚷”中“拯救了“我们的民族语言”。他抱怨英国上流社会败坏了英语，他们建立了自己拼写和发音的标准。韦伯斯特认为对希腊语和拉丁语的学习不应超过对英语语法的学习。他认为美语的标准“和美国文明和教会机构的共和标准是一样的”，这意味着大部分民众将控制语言；政府中流行的主权必须伴随着语言的流行使用。“事实是大众的习语是语言的规则，所有偏离这一标准的都必是错误的。”
拼字书的优点在于它易于教授，它的难度随年龄的增长而增加。

## 基因
根据其家族基因检测结果，韦伯斯特的Y染色体单倍群为J1-BY161126。

### 主要資料

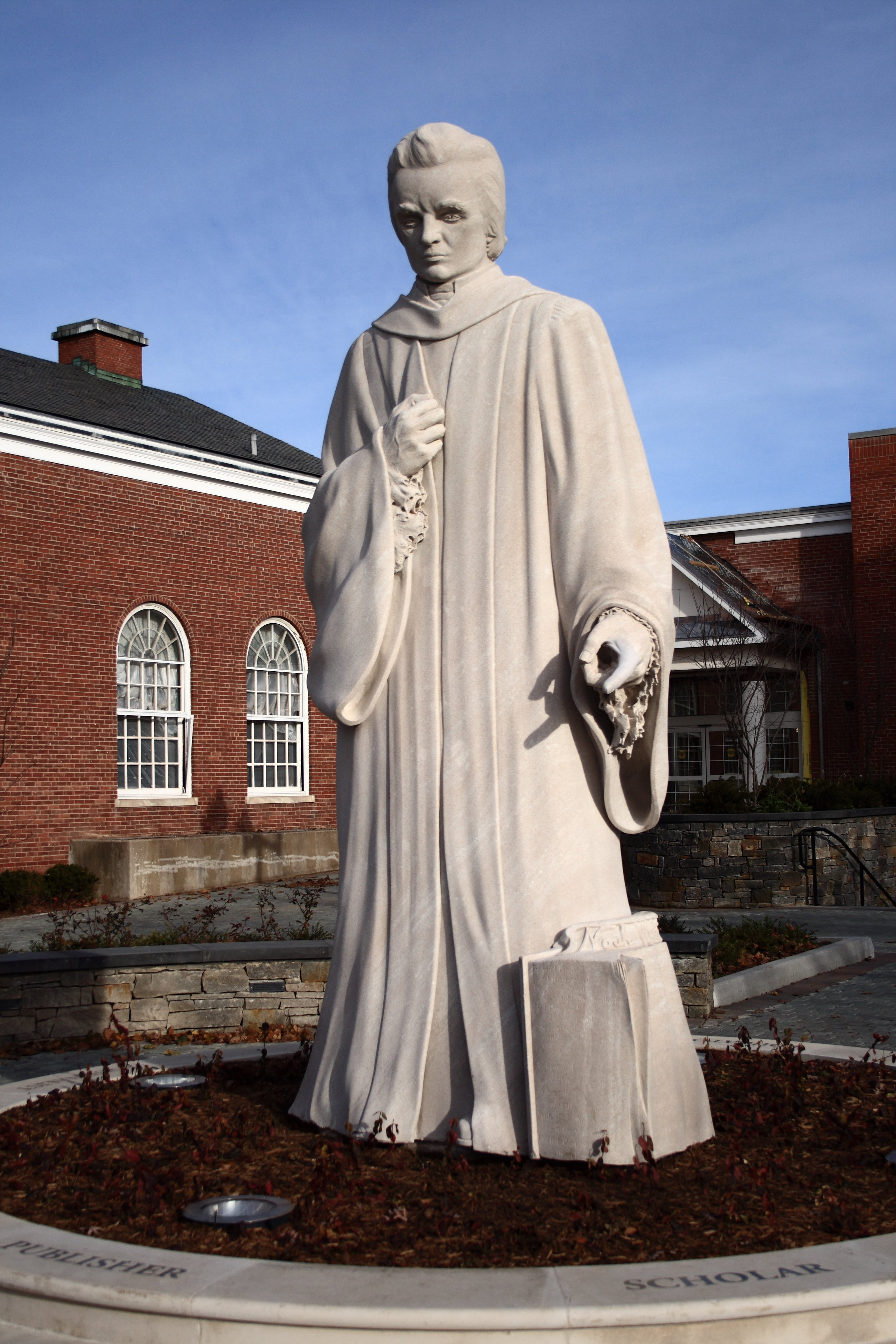
诺亚·韦伯斯特塑像

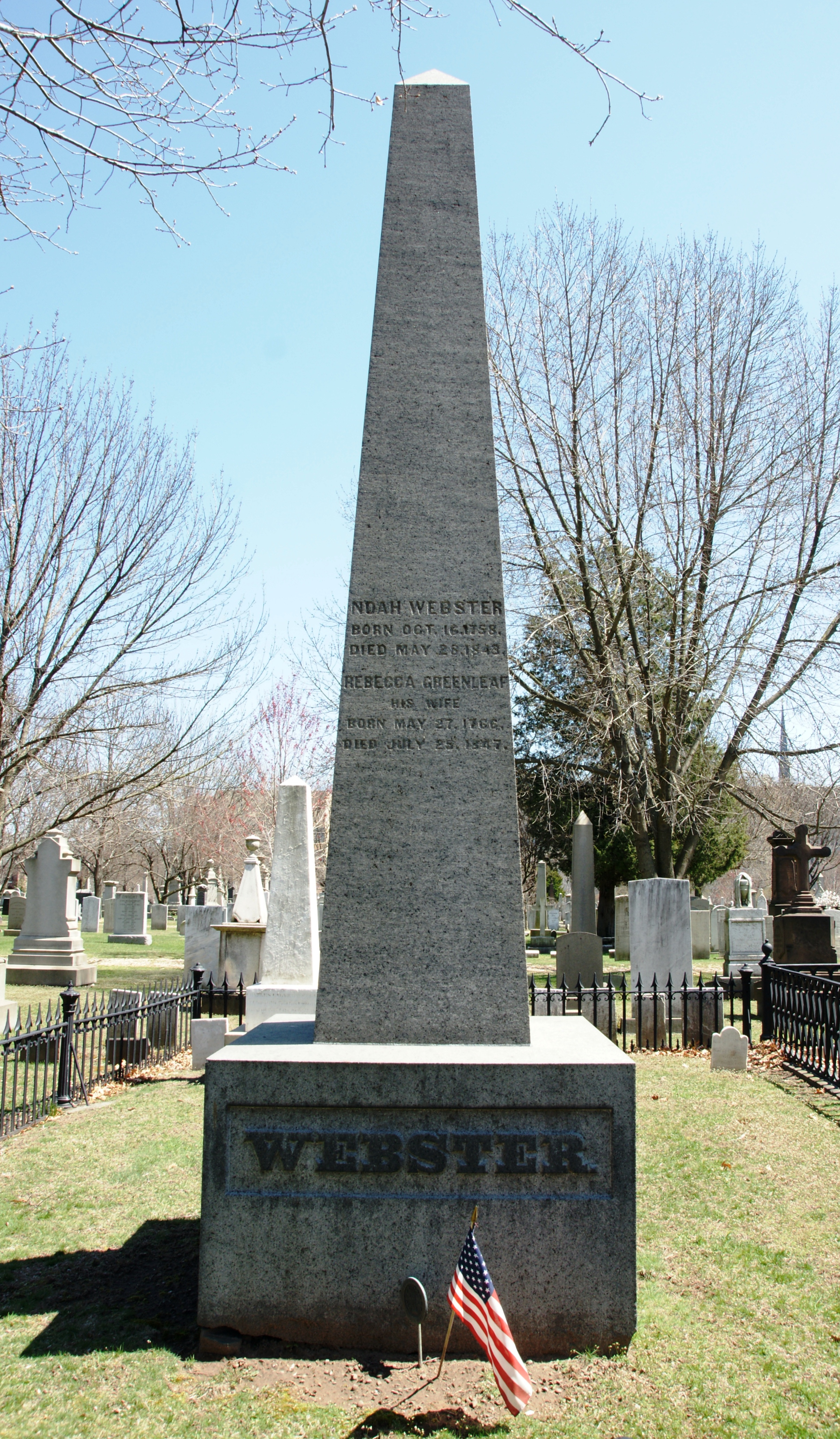
诺亚·韦伯斯特墓地

- Harry R. Warfel, ed., Letters of Noah Webster (1953),
- Homer D. Babbidge Jr., ed., Noah Webster: On Being American (1967), selections from his writings
- Webster, Noah. The American Spelling Book: Containing the Rudiments of the English Language for the Use of Schools in the United States by Noah Webster 1836 edition online（页面存档备份，存于）, the famous Blue- Backed Speller
- Webster, Noah. An American dictionary of the English language 1848 edition online（页面存档备份，存于）
- Webster, Noah. A grammatical institute of the English language 1800 edition online
- Webster, Noah. Miscellaneous papers on political and commercial subjects 1802 edition online（页面存档备份，存于） mostly about banks
- Webster, Noah.  A collection of essays and fugitiv writings: on moral, historical, political and literary subjects 1790 edition online 414 pages

## 外部連結
- 中的“诺亚·韦伯斯特”
- The Noah Webster House & West Hartford Historical Society
- Noah Webster Collection, Special Collections, Jones Library, Amherst MA（页面存档备份，存于）
- Noah Webster（页面存档备份，存于） on the Merriam-Webster website
- Connecticut Heritage website
- NOAH WEBSTER (1758-1843)（页面存档备份，存于） Biographical entry in the 1911 Encyclopædia Britannica
- Noah Webster的作品  - 古騰堡計劃
- 互联网档案馆中诺亚·韦伯斯特的作品或与之相关的作品
- Searchable Webster's 1828 dictionary（页面存档备份，存于） and Searchable Webster's 1913 dictionary—both in the public domain.
- Searchable Webster's 1828 wildcard dictionary[]
- Webster Bible text（页面存档备份，存于）
- Preface to the Webster Bible（页面存档备份，存于）
- Downloadable PDF of the Webster Bible（页面存档备份，存于）
- A proposal for spelling reform from his younger and more radical days
- Online Webster Bible Searchable by verse and keywords
- The American Spelling Book（页面存档备份，存于）
- Commentary of a Speech by Noah Webster on July 4, 1802（页面存档备份，存于）